# Джордж Велч
Джордж Велч, справжнє ім'я Джордж Льюїс Шварц (англ. George Welch, George Lewis Schwartz; нар. 10 травня 1918 — пом. 12 жовтня 1954) — американський льотчик-ас Другої світової війни, номінант на Медаль Пошани і льотчик-випробувач у післявоєнні роки. Більш відомий як один з кількох пілотів авіаційного корпусу армії США, які мали змогу піднятися в повітря і протистояти японським винищувачам під час їхнього несподіваного нападу на Перл-Гарбор у грудні 1941 року.
У 1944 році, Велч пішов у відставку з військово-повітряних сил армії США зі званням майора, після чого став льотчиком-випробувачем у компанії North American Aviation. Загинув у 1954 році, під час тестового польоту на винищувачі North American F-100 Super Sabre.

## Друга світова війна
Після отримання літака у січні 1941 року, Велч був відправлений до 47-ї винищувальної ескадрильї, яка дислокувалася на острові Оаху, Гаваї.
На світанку 7 грудня 1941 року, Велч та інший пілот, Кеннет Тейлор, поверталися з Різдвяної вечері і танців на даху готеля у Вейкікі, що закінчилися грою в покер, яка тривала протягом всієї ночі. Коли Японія напала на Перл-Гарбор, вони все ще були одягнені у парадну форму. Зателефонувавши на військовий аеродром Халейва, який розташовувався на північному березі Оаху, Велч сказав підготувати для зльоту два винищувача Curtiss P-40 Warhawk. Відразу після дзвінка, використовуючи новий Б'юїк, Велч і Тейлор помчали до Халейви, щоб протистояти японським винищувачам.
Маючи лише 30-мм набої у крильових гарматах, Велч стверджував, що збив два пікіруючих бомбардувальника Aichi D3A над аеродромом корпусу морської піхоти Єва. Перший ворожий літак був лише підбитий і повернувся на японський авіаносець, тоді як другий був добитий Тейлором, який невдовзі до цього приземлився для зарядки 50-мм набоїв у передні гармати. Під час свого другого вильоту, Велч збив ще один Aichi, який переслідував Тейлора, і один Mitsubishi A6M Zero.
За свої дії, Велч і Тейлор обидва були номіновані на Медаль Пошани по заяві генерала Генрі Харлі Арнолда, однак отримали хрест «За видатні заслуги», найвищу медаль військово-повітряних сил армії США.
Після Перл-Гарбору, Велч повернувся до материкової частини США, де влаштовував промови, спрямовані на переконання людей робити пожертвування в армію, аж до поки він не був відправлений до 36-ї винищувальної ескадрильї у Нову Гвінею. Попри свої повітряні перемоги у Перл-Гарборі, Велч був розчарований польотами на слабкому винищувачі Bell P-39 Airacobra. Через деякий час, він був переправлений до 80-ї винищувальної ескадрильї після неодноразових звернень до командування з цим проханням. Між червнем і вереснем 1943 року, Велч, керуючи винищувачем Lockheed P-38 Lightning, збив дев'ять японських літаків: два Mitsubishi A6M Zero, три Kawasaki Ki-61, три Nakajima Ki-43 та один Mitsubishi Ki-46. В загальній складності, Велч виконав 348 бойових вильотів, після чого захворів малярією і був змушений піти у відставку.